# Teatro dei Rozzi
Il Teatro dei Rozzi è un teatro di Siena, situato in via delle Terme nei pressi di piazza Indipendenza.

## Congrega dei Rozzi
La "Congrega" dei Rozzi, fondata nel 1531 da 12 artigiani tra i quali spicca Angiolo Cenni detto il "Resoluto", il primo ad aver inserito un rebus in un sonetto nel Rinascimento italiano, dopo essersi trasformata in Accademia nel 1690 divenne, soprattutto nel corso del Ottocento, una delle istituzioni culturali più prestigiose di Siena. Dopo aver utilizzato per la propria attività il Saloncino posto nei locali dell'Opera Metropolitana, l'Accademia, a seguito anche del divieto granducale di utilizzare il Saloncino, decise nel 1804 di edificare un nuovo teatro nei locali della sua sede posta nei pressi di Piazza di San Pellegrino, divenuta dopo l'Unità d'Italia, Piazza d'Indipendenza, su progetto dell'architetto senese Alessandro Doveri.

## Il nuovo teatro

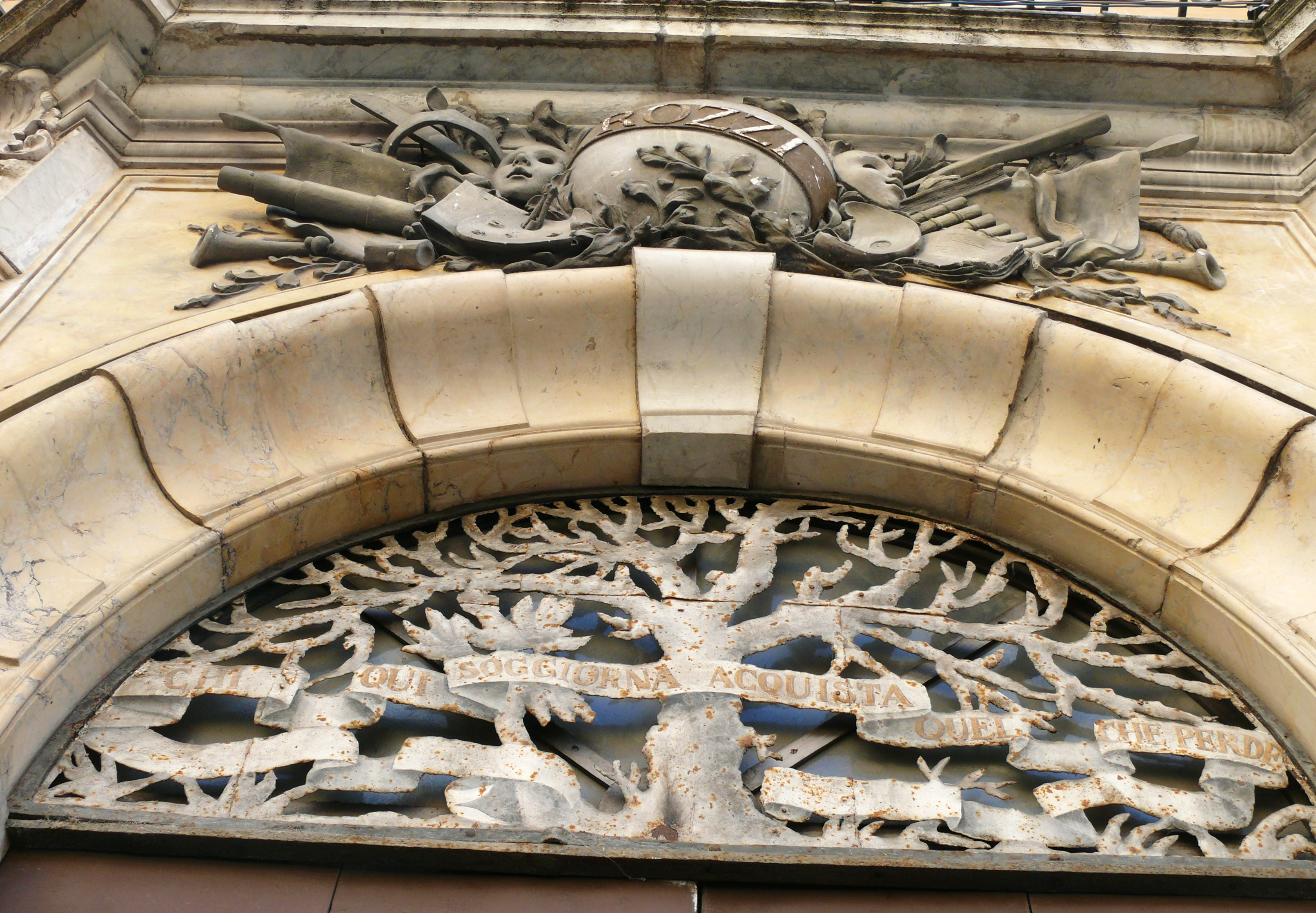
Lo stemma del Teatro dei Rozzi sul portale d'ingresso. Il cartiglio recita: "Chi qui soggiorna acquista quel che perde"

Nella primavera del 1817 il nuovo teatro venne inaugurato e aperto al pubblico: la sala a pianta a ferro di cavallo con 71 palchi suddivisi in quattro ordini presentava le eleganti forme della tipologia del teatro all'italiana. Nel corso dell'800 il teatro fu interessato a varie stagioni di restauri e riattamenti soprattutto alle decorazioni e vide impegnati oltre al Doveri anche architetti quali Augusto Corbi e Giuseppe Partini e decoratori quali Vincenzo Dei, Giuseppe Marchesi, Alessandro e Giuseppe Maffei.
Nella veste rinnovata dai restauri del Corbi (1873) il teatro ha svolto un'intensa attività di prosa fino al 1945, quando, dopo uno spettacolo dato in onore delle truppe alleate, venne dichiarato inagibile a causa dei danni riportati nel corso della guerra. Il teatro ha subito un lungo periodo di chiusura e solo negli anni '70 l'Accademia ha avviato un piano di recupero rimasto interrotto per mancanza di fondi.
Nel 1985 i lavori sono ripartiti grazie a una prima convenzione stipulata fra l'Accademia e l'Amministrazione Comunale (attraverso la copertura finanziaria dei lavori il Comune avrebbe avuto per 25 anni la gestione del Teatro). Dopo ulteriori finanziamenti da parte dell'Amministrazione Comunale l'intervento di restauro, su progetto dell'architetto Massimo Bianchini, è stato completato nel 1998.
La città di Siena ha così pienamente recuperato all'attività uno dei suoi più importanti e significativo teatri.
Per il bicentenario dell'inaugurazione, nel 2017, il comuna di Siena ha dedicato al Teatro dei Rozzi il drappellone del palio di Provenzano dipinto dall'artista senese Laura Brocchi.